# NGC 5666
NGC 5666 في الفهرس العام الجديد، هي مجرة، تقع في كوكبة العواء. اكتشفت في 9 مايو 1825 بواسطة جون هيرشل.

## روابط خارجية
- NGC 5666 على موقع ويكي سكاي: DSS2, SDSS, GALEX, IRAS, Hydrogen α, X-Ray, Astrophoto, Sky Map, Articles and images